# 武村八重子
武村 八重子（たけむら やえこ、1980年1月11日 - ）は、日本のピアニスト・作曲家 。

## 来歴
埼玉県所沢市出身。国立音楽大学附属音楽高等学校音楽科、国立音楽大学ピアノ科卒業。日本大学芸術学部大学院博士課程修了。
2000年ウィーン国立音楽大学夏期セミナーにてディプロマを取得した。

## 活動
2005年、第21回ショパン国際フェスティバルにソリストとして出演した。
同年、シャネルジャパンでスタートした「シャネル・ピグマリオン・デイズ」の初代アーティストとして活動した。
2007年4月から2009年3月、インターネットラジオOTTAVAの番組『OTTAVA grazia』にプレゼンター（パーソナリティ）としてレギュラー出演した。
2008年、ショパンとオリジナル曲のアルバム『夢見』、『BEGIN Performed by 武村八重子』、『ポルノグラフィティーPerformed by 武村八重子』が発売された。
作曲では、映画やCM、テレビ番組へ楽曲を多数提供。秋田銘醸のほとんどのCM作品の音楽を担当。2016年には、奈良国際映画祭で春日大社に奉納された映画監督の河瀬直美の映像作品『輪廻　Rin-ne』の音楽を担当した。
テレビでは、『ヒトカド。』（BSフジ）や『華麗なる芸術の都ウィーン　音楽をめぐる日本との交流』(BS−TBS）などでBGMの作曲や演奏を担当し、MCとしても出演している。
2011年より経営者に脳科学に基づいてピアノをレッスンしており、そのメソッドをまとめた書籍『大人のピアノ超入門 初めてでも１か月でショパンが弾ける！ DVDBook』が2013年10月に発売された。
2015年、m-floのVERBAL、大沢伸一と音楽ユニット「LNOL」を結成。クラシックの枠を超えた新たな音楽作りに挑戦し、「LNOL」としても、テレビ番組『みんなのニュース』（フジテレビ）やラジオ番組「CHINTAI TOKYO DISTRICT」（J-WAVE）、ゲーム音楽などに多数楽曲提供を行っている。
2019年に活動を開始した若手音楽家の育成プロジェクト「GVIDO IX」のプロデューサーとしても活動する。